# 박존위
박존위(朴存威, ?~1175년)는 고려 중기의 무신이다.

## 생애
1170년 정중부, 이의방, 이고 등이 무신정변을 일으켜 문신들을 제거하고 의종을 폐위했을 때 가담하였다.
1173년(명종 3년)에 김보당의 난이 일어났을 때 이의민과 함께 반란을 진압하러 갔었고 반란이 진압된 뒤에는 김보당 등 가담자를 제거하였다. 또한 이의민이 의종을 시해하고 시신을 가마솥에 넣어 연못에 버렸을 때 이의민을 도왔다.
1175년(명종 5년) 조위총의 난을 진압하러 가다가 조위총의 부하에 의해 살해당했다.

## 박존위가 등장한 작품
- 《무인시대》 KBS, 2003년~2004년, 배우 : 박철호